# Stenberga socken
Stenberga socken i Småland ingick i Östra härad, ingår sedan 1971 i Vetlanda kommun i Jönköpings län och motsvarar från 2016 Stenberga distrikt.
Socknens areal är 51,80 kvadratkilometer, varav land 47,02. År 2000 fanns här 161 invånare. Kyrkbyn Stenberga med sockenkyrkan Stenberga kyrka ligger i denna socken. 

## Administrativ historik
Stenberga socken har medeltida ursprung.
Vid kommunreformen 1862 övergick socknens ansvar för de kyrkliga frågorna till Stenberga församling och för de borgerliga frågorna till Stenberga landskommun. Landskommunen inkorporerades 1952 i Nye landskommun och uppgick sedan 1971 i Vetlanda kommun. Församlingen uppgick 2006 i Nye, Näshult och Stenberga församling.
1 januari 2016 inrättades distriktet Stenberga, med samma omfattning som församlingen hade 1999/2000.  
Socknen har tillhört samma fögderier och domsagor som Östra härad. De indelta soldaterna tillhörde Kalmar regemente och Smålands grenadjärkår, Östra härads kompani.

## Posthistoria
Postlinjen mellan Nottebäck och Målilla upprättades 1857. Från och med 1874 upprättades en poststation i Stenberga som då blev ansvarig för kronobrevbäringen. Stationen lydde under postmästaren i Växjö. Lantbrevbäringen infördes 1879 och stationen fanns kvar till den drogs in 30 april 1965. 

## Geografi
Stenberga socken ligger vid gränsen till Kalmar län med sjön Saljen i norr. Socknen är en kuoperad höglänt skogsbygd med mossar och småsjöar.

## Fornlämningar
Några gravrösen från bronsåldern och järnåldern är kända. På Biskopsön finns en medeltida borgruin.

## Namnet
Namnet (1337 Stenabergh) kommer från kyrkbyn. Förleden är sten och efterleden är berg troligen syftande på berghällar vid kyrkbyn.

## Personer från Stenberga socken
- Sofia Drake af Torp och Hamra
- Pelle Näver
- Jon Stålhammar
- Stenbergapyromanen